# Bad Radio
Bad Radio fut un groupe de funk rock progressif de San Diego en Californie. Ils sont surtout connus pour avoir eu le chanteur Eddie Vedder, maintenant célèbre depuis plusieurs années depuis la création de Pearl Jam, groupe rock qui a vendu des millions d'albums autour du monde. Bad Radio n'a cependant jamais connu le succès financier et n'a jamais produit d'albums studio majeurs avec un label important malgré leur popularité relative en Californie du Sud.

## Histoire
Bad Radio s'est formé en 1986. Selon Anthony Kiedis, Bad Radio a débuté en tant que groupe d'hommage au Red Hot Chili Peppers pour ensuite devenir un groupe à part entière en ayant leurs propres chansons. Entre 1988 et 1990, Eddie Vedder en était le chanteur. Il écrivit et chanta "Better Man" qui devint plus tard un succès pour Pearl Jam.
En 1989, le groupe a produit une cassette contenant quatre chansons. L'album était intitulé "Tower Records Demo" et fut vendu localement aux studios Tower Records pour environ un an. Un peu plus tard, ils produisirent un album intitulé "What The Funk". L'album fut produit avec l'aide d'argent gagné durant un concours à la station radiophonique 91X de San Diego. La démo incluait des titres comme "I'm Alive", "Homeless", What The Funk" et "Believe You Me".
La dernière prestation d'Eddie Vedder avec Bad Radio se produisit le 11 février 1990. Après le départ de Vedder, le chanteur original du groupe, Keith Wood, reprit la position, et le groupe s'établit à Hollywood. Le groupe s'est séparé quelque temps plus tard. Dawn Richardson, qui jouait de la batterie au sein du groupe, joignit les 4 Non Blondes.

## Membres du groupe
- Keith Wood - Chant (1986-1988; 1990)
- Dave George - Guitare (1986-1990)
- Dave Silva - Guitare basse (1986-1990)
- Joey Poncheti - Batterie (musique) (1986-1990)
- Eddie Vedder - Chant (1988-1990)
- Dawn Richardson - Batterie (musique) (1989-1990)

## Discographie
- Tower Records Demo (1989)
- What The Funk Demo (1989)